# Дунарит
 Тази статия е за българското предприятие.  За футболния отбор вижте Дунарит (Русе).  
„Дунарит“ АД е българско предприятие за производство на боеприпаси със седалище в Русе, собственост на Емилиян Гебрев.
Към 2023 година то има обем на продажбите – главно на артилерийски боеприпаси и авиационни бомби – от 214 милиона лева, печалба 50,2 милиона лева и 1073 служители. Основната му производствена база е в съседното на Русе село Николово.
„Дунарит“ води началото си от основана през 1903 година фабрика за барут, която е национализирана през 1947 година. През 1991 година държавното предприятие е регистрирано като акционерно дружество, а през 2005 година е приватизирано чрез пряка продажба на 92% от акциите. По-късно предприятието е свързано с Корпоративна търговска банка, а след нейния фалит през 2014 година и поредица съдебни и финансови спорове е придобито от търговеца на оръжие Емилиян Гебрев.